# Charles M. Dawson
Charles M. Dawson (* 8. Oktober 1893; † 9. Oktober 1973 in Indianapolis, Indiana) war ein US-amerikanischer Politiker. Zwischen 1941 und 1945 war er Vizegouverneur des Bundesstaates Indiana.
Über Charles Dawson gibt es fast keine Quellen. Dadurch fehlen fast alle persönliche Angaben. Aus einem Online-Beitrag seines Ur-Enkels geht hervor, dass er Farmer war und in seiner Heimat einige lokale Ämter bekleidete. Politisch war er Mitglied der Demokratischen Partei. 1940 wurde er an der Seite von Henry F. Schricker zum Vizegouverneur von Indiana gewählt. Dieses Amt bekleidete er zwischen dem 13. Januar 1941 und dem 8. Januar 1945. Dabei war er Stellvertreter des Gouverneurs und Vorsitzender des Staatssenats. Danach verliert sich seine Spur wieder.